# Bezpieczne przejście
Bezpieczne przejście – amerykański film obyczajowy z 1994 roku na podstawie powieści Ellyn Bache.

## Główne role
- Susan Sarandon – Margaret Singer
- Nick Stahl – Simon Singer
- Sam Shepard – Patrick Singer
- Marcia Gay Harden – Cynthia
- Robert Sean Leonard – Alfred Singer
- Sean Astin – Izzy Singer
- Patricia Reeves – Pani Silverman